# Laetesia bellissima
Laetesia bellissima là một loài nhện trong họ Linyphiidae.
Loài này thuộc chi Laetesia. Laetesia bellissima được Alfred Frank Millidge miêu tả năm 1988.